# Fa sostenido menor
Fa sostenido menor (abreviatura en sistema europeo Fa♯m y en sistema americano F♯m) es la tonalidad que consiste en la escala menor de fa sostenido, y contiene las notas fa sostenido, sol sostenido, la, si, do sostenido, re, mi y fa sostenido. Su armadura contiene 3 sostenidos.
Su tonalidad relativa es La mayor, su tonalidad homónima es Fa sostenido mayor y su enarmónica es Sol bemol menor.
Las alteraciones para las versiones melódicas y armónicas son escritas si son necesarias.

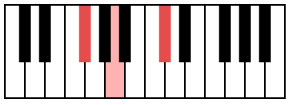
El acorde de tríada: Fa♯, La, Do♯.

## Usos
Muchas sinfonías están escritas en esta tonalidad, siendo la Sinfonía de los Adioses de Haydn un ejemplo famoso. George Frederick Bristow y Dora Pejačević también han compuesto sinfonías en esta tonalidad.
Los muchos conciertos escritos en esta tonalidad incluyen el concierto para piano n.º 1 de Serguéi Rajmáninov, también el Concierto para piano de Aleksandr Skriabin está en esta tonalidad, el concierto para violín n.º 1 de Henryk Wieniawski y el concierto para violín n.º 2 de Henri Vieuxtemps.
La única composición de Mozart en esta tonalidad es el segundo movimiento de su concierto n.º 23 en la mayor, KV 488